# PlayPower
PlayPower — некоммерческая организация, занимающаяся разработкой образовательного программного обеспечения для малообеспеченных семей Индии и других развивающихся стран. Игры разработаны для работы на 8-разрядных платформах на базе процессоров, находящихся в открытом доступе. Ввиду возможности собрать такую игровую систему на базе радиоэлектронных компонентов самостоятельно, значительно снижается стоимость оборудования.
За 12 долларов семья может купить компоненты для сборки компьютера на базе микросхемы 6502 (слотовый разъём для ПЗУ/игровых картриджей, клавиатуру, «мышь» и два игровых устройства управления типа «джойстик») или уже готовую приставку. В отсутствие собственного монитора, компьютер подключается к телевизору.
В начале 2010 года команда разработчиков выпустила три игры. Одна предназначена для обучения печати на клавиатуре, увеличивая количество навыков человека, полезных ему на рынке труда. Другая — общеобразовательная викторина наподобие версии игры Who Wants to Be a Millionaire?, экранизированной в фильме «Миллионер из трущоб». И, наконец, третья игра призвана обратить внимание на опасности малярии (которой в Индии заражено около 1,5 млн. человек), предоставляя игроку возможность во время игры убивать комаров и накапливать очки, необходимые для приобретения противомоскитных сеток.
PLAYPOWER выиграла соревнования по созданию цифрового образовательного и развлекательного материала имени Джона Д. и Катерины Т. МакАртуров, получив грант в 180 000 долларов на поддержание своей деятельности. Программисты, разрабатывающие игры в этой команде, являлись волонтёрами; к команде присоединилось более сотни разработчиков по всему миру.

## История
Организация была основана в 2008 году Дереком Ломасом (англ. Derek Lomas), Дэниелем Реном (англ. Daniel Rehn) (бывшими тогда студентами Калифорнийского университета в Сан-Диего) и Джереми Дугласcом (англ. Jeremy Douglass) (который тогда заканчивал докторскую диссертацию там же).
В 2012 году Дэниел Рен объявил на своей личной странице, что проект PowerPlay в этом виде «завершен».
После 2012 года проект Playpower был преобразован в Playpower Labs и начал предлагать обучающие игры для мобильных платформ через Itunes Store Apple и Google Play Store. 
В настоящее время компания предлагает консалтинговые услуги в области образовательных технологий мирового класса некоторым крупнейшим образовательным компаниям в мире.